# Donn Cúailnge
Nel Ciclo dell'Ulster della mitologia irlandese Donn Cúailnge, il Toro Bruno di Cooley, era un magnifico e fertile toro da monta per il cui possesso fu combattuta la guerra descritta nel Táin Bó Cúailnge. In origine era un uomo, uno dei guardiani di porci di Bodb Dearg, che un giorno litigò con un altro guardiano. Combattendo i due si trasformarono in vari animali e forme, ma quando diventarono due vermi vennero inghiottiti da due vacche e rinacquero come tori, Donn Cúailnge e Finnbhennach ("Dalle Bianche Corna"). Il primo appartenne a Dáire mac Fiachna, un uomo dell'Ulster; il secondo nacque nelle mandrie di Medb, regina del Connacht, ma reputando indegno appartenere ad una donna si trasferì presso quelle di suo marito, il re Ailill.  
Un giorno la Mórrígan portò una sua giovenca a farsi montare a Cooley da Donn. Il vitello che nacque da quell'unione combatté contro Finnbhennach, venendo sconfitto di misura. Avendo visto lo spettacolo Medb è determinata a vedere la sfida tra Finnbhennach e Donn. 
Quando Medb scoprì che la vera differenza tra la ricchezza sua e quella del marito la faceva proprio il possesso di Finnbhennach decise di ottenere ad ogni costo il Toro Bruno di Cooley. Mandò messi da Dáire con un'offerta estremamente generosa in terre, tesori e se necessario favori sessuali, se questi avesse accettato di cederle la bestia per un anno. Dáire accettò, ma quando scoprì dai messaggeri ubriachi che se non avesse accettato il toro sarebbe stato preso con la forza si ritirò dalla trattativa. Medb radunò un esercito e marciò allora contro l'Ulster. La Mórrígan, sotto forma di corvo, avvisò Donn dell'arrivo degli uomini del Connacht: il toro e la sua mandria si rifugiarono a Slieve Gullion. Ma la regina lo rintracciò e nonostante la perdita di molti fedeli sotto gli zoccoli della bestia inferocita riuscì a catturarlo.
L'esercito non poté tornare con la preda nel Connacht per l'intervento di Cú Chulainn, che invocando il diritto a sfidare singolarmente i suoi nemici affrontò e vinse una serie di campioni del Connacht in una sfida lunga mesi. Alla fine, nonostante le aspre battaglie e la ritirata Medb riuscì a portare Donn a Cruachan. Donn e Finnbhennach si affrontarono e dopo una dura lotta Donn uccise il suo rivale. A sua volta mortalmente ferito vagabondò per l'Irlanda, dando il proprio nome a diversi luoghi, prima di tornare a Cooley a morire.

## Altri riferimenti
Giulio Cesare nel "De bello Gallico" riferisce di un alleato gallico chiamato Valerio "Donnotaurus", un suggestivo parallelo alla figura mitica del Toro Bruno di Cooley.